# Echter Kapernstrauch
Der Echte Kapernstrauch (Capparis spinosa), auch Dorniger Kapernstrauch genannt, ist eine Pflanzenart aus der Gattung Kapernsträucher (Capparis) innerhalb der Familie der Kaperngewächse (Capparaceae), die insbesondere für ihre essbaren Blütenknospen, die Kapern, bekannt ist. Sie ist in Südeuropa und im ganzen Mittelmeerraum heimisch.

## Etymologie
Die Kaper oder Kapper (wie gleichbedeutend lateinisch capparis, mittellateinisch auch capparus, und altgriechisch κάππαρις kapparis sowie arabisch kabbār aus einer orientalischen Mittelmeersprache stammend), auch Caper, Kappress oder Kapres, ist die (eingelegte) Blütenknospe dieser Pflanzenart. Kapern werden seit der Antike als pikante Kochzutat verwendet, galten aber auch als Heilmittel und Aphrodisiakum.

## Beschreibung

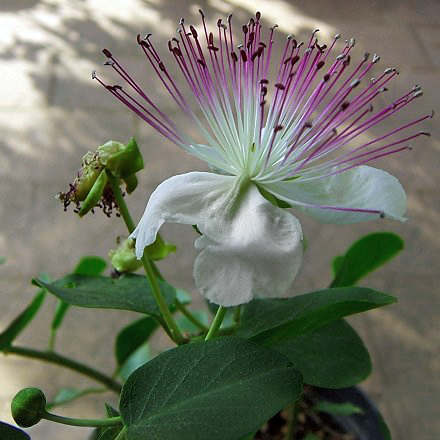
Geöffnete und verwelkte Kapernblüte, unten links eine Knospe

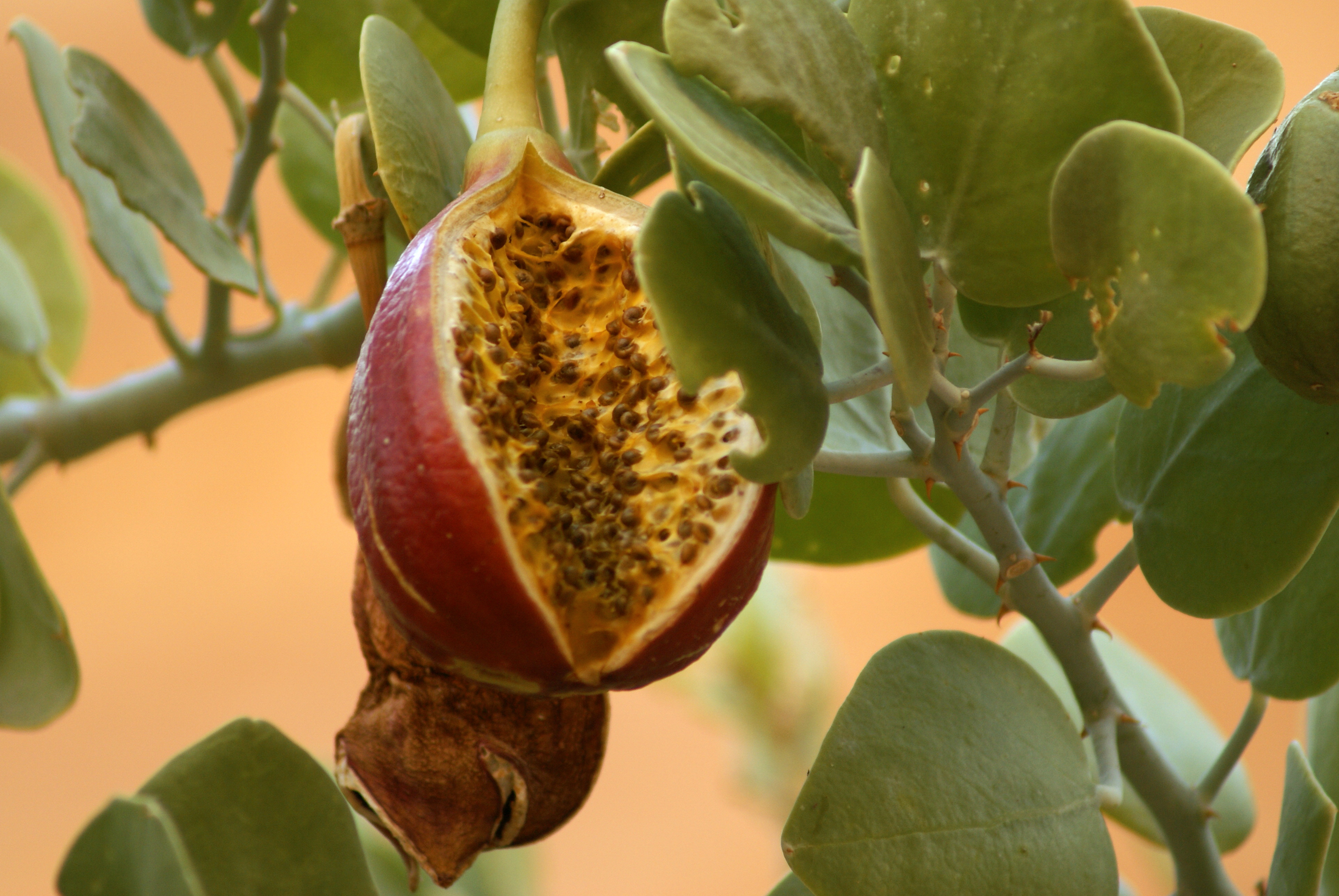
Eine reife, aufgeplatzte Kapernfrucht (Kapernapfel)

### Vegetative Merkmale
Der xerophytische, halbimmergrüne oder laubabwerfende und reich verzweigte Kapernstrauch wächst als kleiner Strauch bis etwa 2 Meter hoch oder häufig aber niedergedrückt und nur bis etwa 0,6 bis 1 Meter hoch, aber bis etwa 2 bis 4 Meter breit. Der Kapernstrauch hat ein dichtes Wurzelwerk und ist recht langlebig, er kann gut 30–50 Jahre leben.
Die einfachen Laubblätter sind wechselständig und gestielt. Die ei- bis herzförmigen oder rundlichen, etwas fleischigen, ledrigen Blätter sind gerundet bis spitz oder eingebuchtet und manchmal auch feinstachelspitzig. Sie sind 4 bis 7,5 Zentimeter groß. Die Nebenblätter sind meistens zu scharfen, oft gebogenen Dornen umgewandelt.

### Generative Merkmale
Die erbsengroßen Blütenknospen wachsen an Stielen aus den Blattachsen der Zweige. Die zarten, meist weißen, duftenden und einzeln erscheinenden, lang gestielten, relativ großen, zwittrigen Blüten mit doppelter Blütenhülle sind vierzählig, sie öffnen sich nur einmal für kurze Zeit von morgens bis mittags. Die grünen, elliptischen Kelchblätter sind bootförmig. Die meist weißen Petalen sind leicht rüschig und verkehrt-ei- bis herzförmig oder rundlich. Es sind sehr viele (bis 100) lange, rötlich, violett-weiße Staubblätter vorhanden. Der keulenförmige Stempel besitzt ein sehr langes, weißes bis rötliches Gynophor, und der längliche, einkammerige Fruchtknoten am oberen Ende ist grün bis rötlich, die kleine kopfige, abgeflachte Narbe ist mehr oder weniger sitzend.
Es werden ledrige und oft längsrippige, grüne und zur Reife rötliche, vielsamige und ellipsoide bis eiförmige beerenartige Kapselfrüchte gebildet, die sich klappig öffnen. Sie sind etwa 2,5 bis 5,5 Zentimeter groß mit einem relativ dünnen Perikarp, die vielen rundlichen bis nierenförmigen, glatten und bräunlichen Samen sind 2–4 Millimeter groß, und sie liegen in einer weißlichen bis rötlichen, klebrigen Pulpe.

### Chromosomensatz
Die Chromosomenzahl beträgt 2n = 24 oder 38.

## Vorkommen
Der Kapernstrauch ist in Südeuropa und Nordafrika verbreitet. Er kommt aber auch auf der Arabischen Halbinsel, im Kaukasusraum, in West- und Zentralasien, in Indien, Nepal, Pakistan, Indonesien, der Mongolei, auf den Philippinen, in Neuguinea und auf Inseln im westlichen und südlichen Pazifik vor. In manchen anderen Gebieten wie auf den Kanaren ist er eingebürgert.

## Systematik

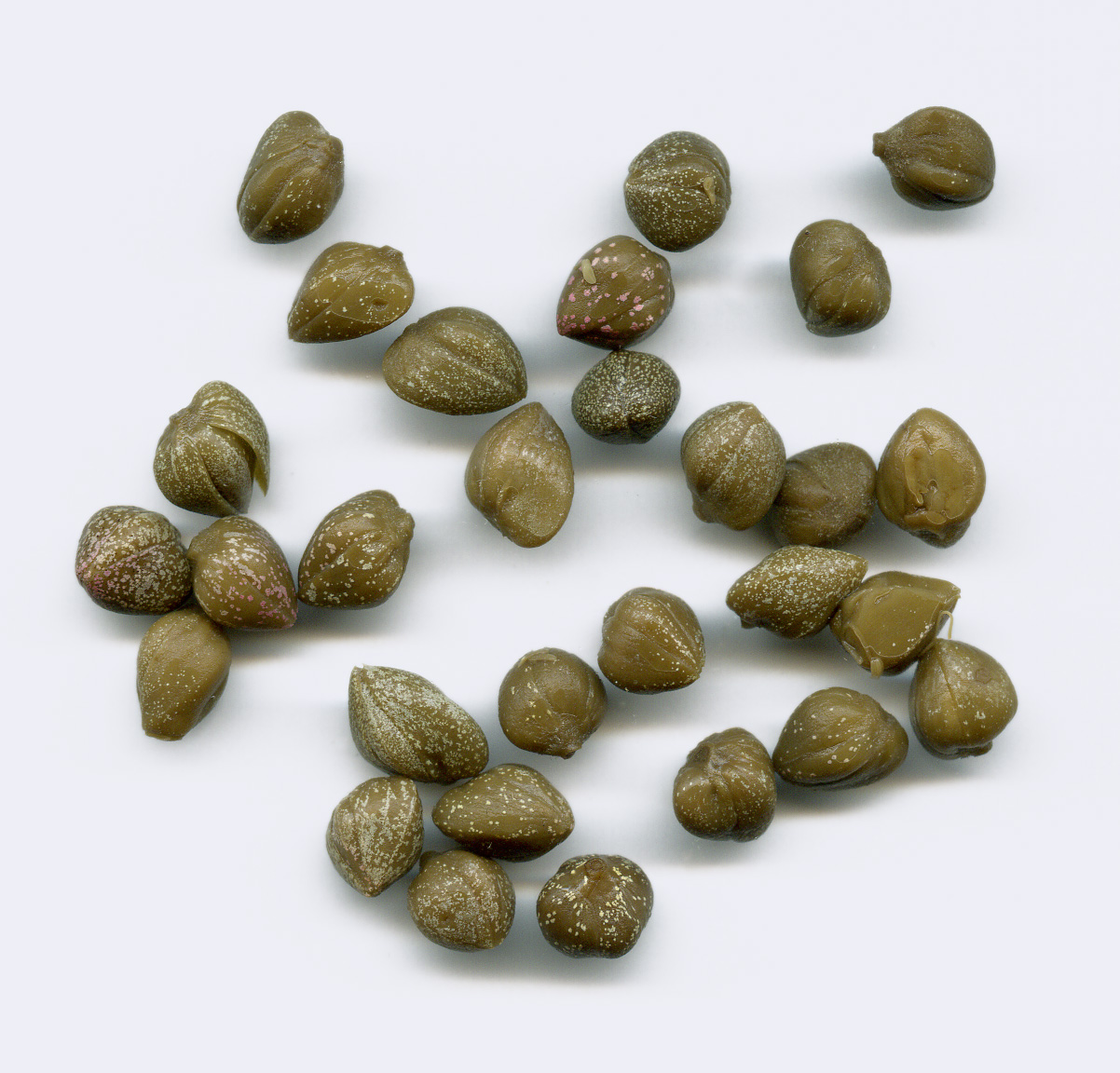
Eingelegte Kapern der Größe „Surfines“

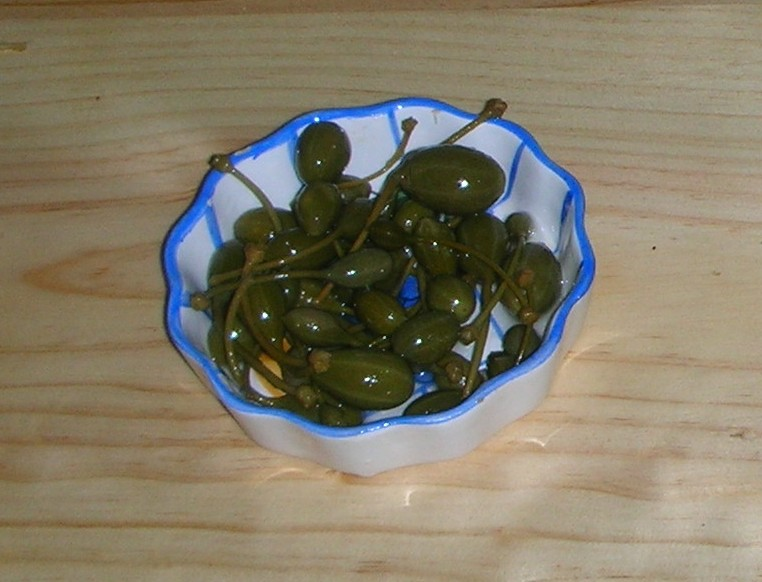
Eingelegte Kapernfrüchte (Riesenkapern)

Die Erstveröffentlichung von Capparis spinosa erfolgte 1753 durch Carl von Linné in Species Plantarum, Tomus I, S. 503. Das Artepitheton spinosa bedeutet „stachelig“.
Es sind einige Subtaxa beschrieben.

## Nutzung
Die geschlossenen, unreifen Blütenknospen werden im Frühjahr von Hand geerntet und sind roh ungenießbar. Sie werden zunächst einen Tag gewelkt und anschließend in Salzlake und Essig eingelegt. Dabei entstehen Caprinsäure und Senfölglycoside, die den Gewürzkapern ihren würzig-pikanten Geschmack verleihen.
Kapern sollten im geschlossenen Zustand oliv- bis bläulichgrün sein. Wichtige Anbaugebiete sind u. a. Südfrankreich und die Äolischen Inseln. Das gilt besonders für Salina, wo jedes Jahr am ersten Juni-Wochenende ein „Kapernfest“ (Sagra del cappero) stattfindet. Auch Pantelleria ist ein wichtiges Anbaugebiet.
Kapern werden nach Größe sortiert in den Verkehr gebracht. Je kleiner die Kapern sind, desto höher wird ihre Qualität bewertet. Üblich sind folgende Angebotsformen:

- „Nonpareilles“ (Extraqualität, 4–7 Millimeter, die kleinsten und im Geschmack ohnegleichen, franz.: „nonpareille“)
- „Surfines“ (1. Qualität, 7–8 Millimeter)
- „Capucines“ (2. Qualität, 8–9 Millimeter)
- „Capoates fines“ (3. Qualität, 9–10 Millimeter)
- „Fines“ (12–13 Millimeter)[10]
- „Hors calibres“ (4. Qualität, „Communes“ 13–15 Millimeter)

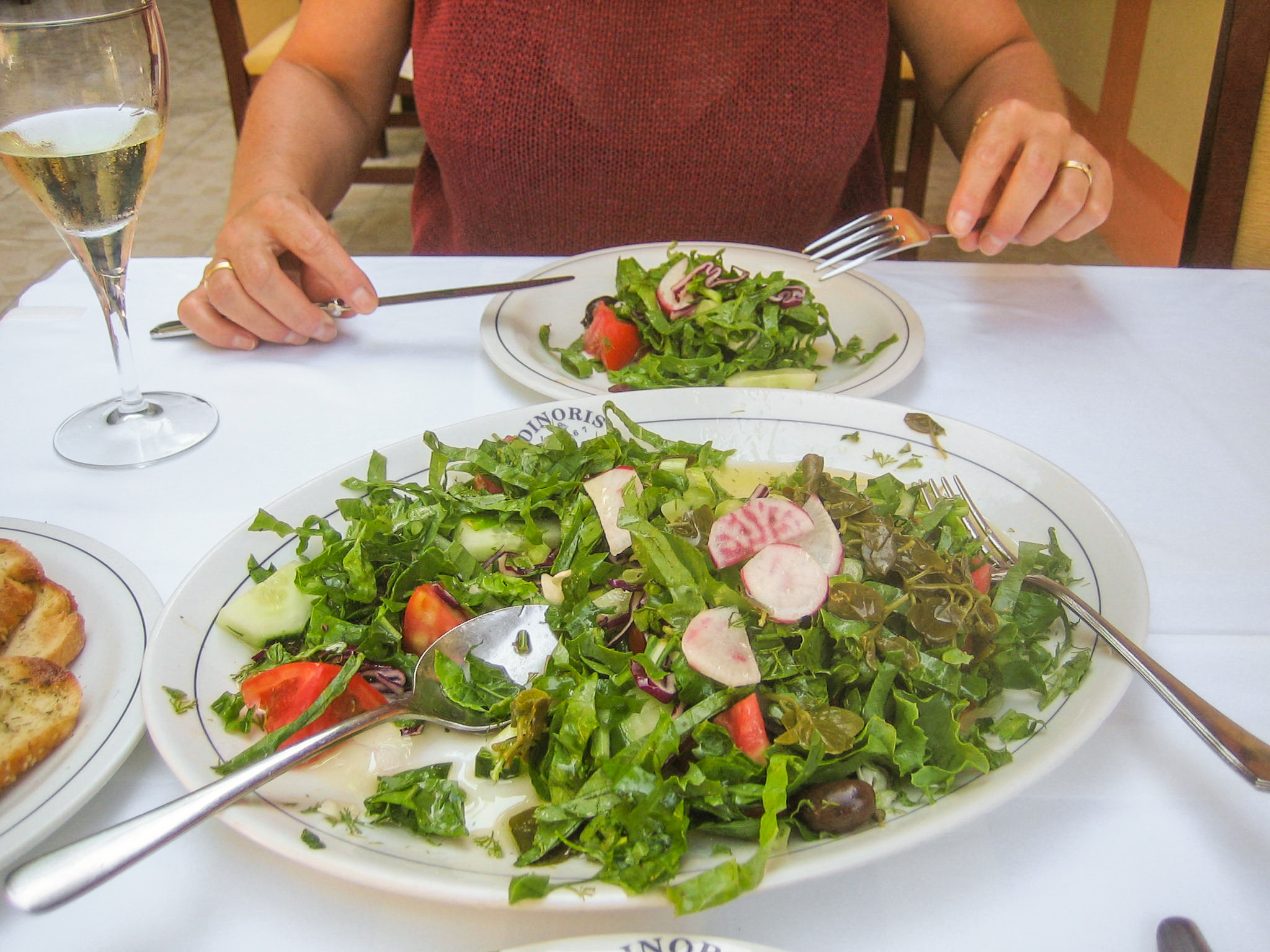
Kapernblättersalat

Kapern werden warmen Gerichten meist erst zum Schluss zugegeben, da sich manche Inhaltsstoffe bei Wärme rasch verflüchtigen. Eingesalzene Kapern, wie sie in der italienischen und spanischen Küche ihres unverfälschten Aromas wegen bevorzugt werden, müssen zuvor gewässert werden. Wegen ihres sehr speziellen Geschmacks sollten andere Gewürze nur sparsam zur Verwendung kommen.
Gerichte mit Kapern sind in der italienischen Küche Vitello tonnato, Spaghetti alla puttanesca, Insalata pantesca, in Deutschland die Königsberger Klopse, Frikassee und das Rinder-Tatar, in Kolumbien der Ajiaco.
Kapern verleihen Remoulade und Sauce tartare ihr charakteristisches Aroma.
Als „Kapernersatz“ werden in Deutschland manchmal in Essig eingelegte Blütenknospen verschiedener anderer Pflanzen verwendet, wie die der Sumpfdotterblume, Kapuzinerkresse, vom Scharbockskraut (Feigenwurz), Gänseblümchen oder Löwenzahn u. a. Die Bezeichnung „Deutsche Kapern“ für diese Arten von Blütenknospen ist nicht zulässig.
Meist als Beilage oder Tapas werden vor allem in Spanien und im arabischen Raum auch Kapernfrüchte – auch Kapernäpfel oder Kapernbeeren genannt – serviert. Dies sind ganz junge Kapernfrüchte, sie werden wie die Knospen in Essig oder Öl eingelegt. Diese „Riesenkapern“ sind 13 bis über 20 Millimeter groß. Sie sind deutlich größer und fester als die Kapernknospen und weisen im Inneren zahlreiche sehr kleine Kerne auf. Bei ihnen gelten ebenfalls die kleineren Exemplare („Finos“) als qualitativ besser.
Auf den griechischen Inseln Santorin und Rhodos sowie auf Zypern sind die ebenfalls in Essig und Salz eingelegten Kapernblätter, also die Blätter des Kapernstrauches, eine kulinarische Spezialität.
In der mittelalterlichen Heilkunde wurden vom Kapernstrauch vor allem die Rinde und die Wurzel, daneben auch die Blüten und Blätter, aber auch die Gewürzkapern verwendet.

## Bilder

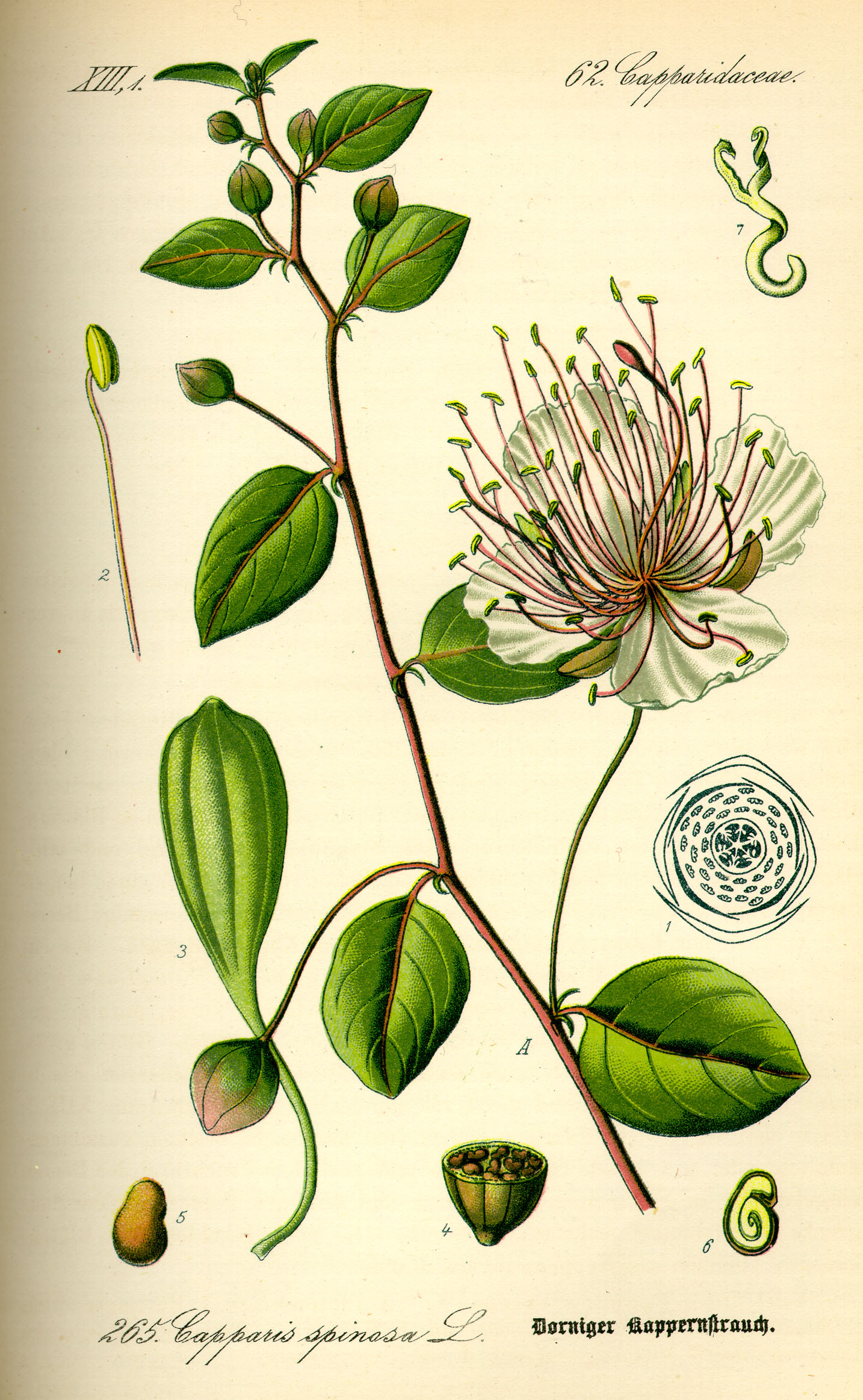
Illustration
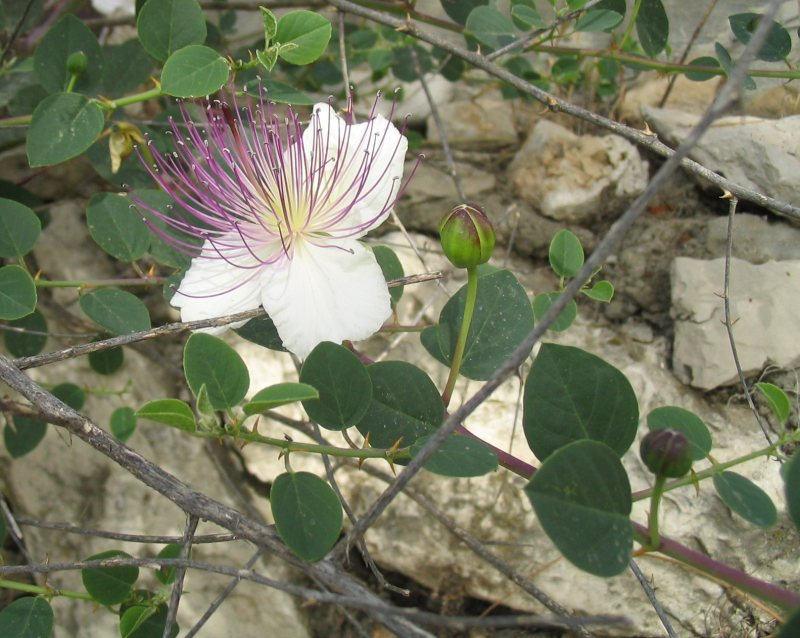
Blüte mit Knospen und Blättern
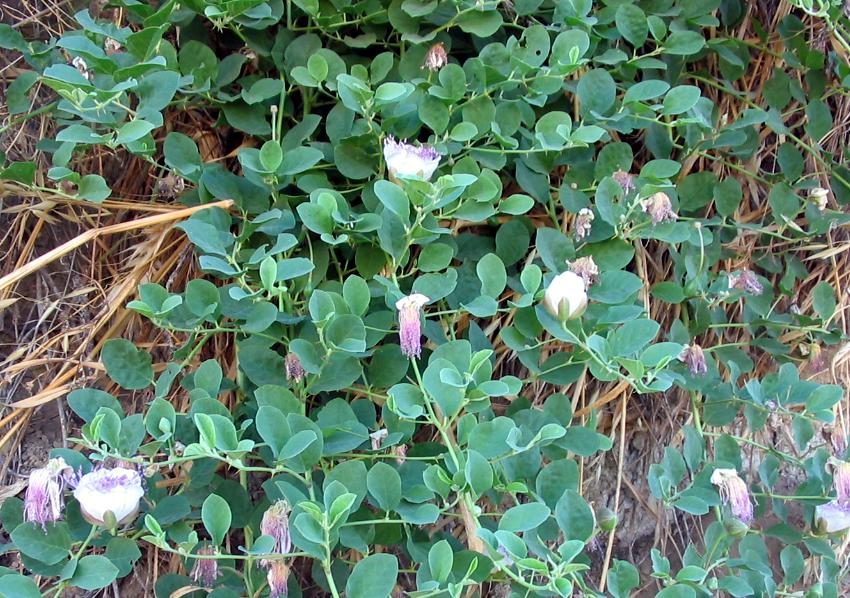
Habitus

## Geschichte
Ein früher Nachweis von Kapern stammt aus dem jordanischen Tell es-Sa'idiyeh, wo in einem frühbronzezeitlichen Wohnhaus auf dem unteren Hügel, das einem Brand zum Opfer gefallen war, in einer Schale verkohlte Kapernknospen gefunden wurden. Die kurze Öffnungszeit der Kapernblüte ist der Grund, warum im Alten Testament der Bibel die Kaper als ein Bild für die Vergänglichkeit der Welt verwendet wird (Koh 12,5 ).
Kapern wurden bereits vor rund 6750 Jahren auf dem Gebiet der heutigen Türkei zum Würzen von Speisen verwendet und auch in 7800 Jahre alten Töpfen aus dem heutigen Syrien nachgewiesen. Spätestens 1100 v. Chr. wurden Kapern auch auf Zypern genutzt. Im Iran werden Kapern als traditionelles Mittel gegen Hyperglykämie verwendet.
Von der Antike bis in die frühe Neuzeit wurden Blüten, Blätter, Wurzeln und Rinde des Kapernstrauchs unter anderem als Bestandteil von Arzneimitteln zum Abführen überflüssiger „wässrig-schleimiger“ Körpersäfte verwendet. Daher ergab sich nach humoralpathologischer Vorstellung auch die Indikation bei Wassersucht sowie Verhärtungen und Schwellungen von Leber und Milz sowie, unter Verwendung der „Caperwurtzel-Rinde“, zur „Reinigung“ verhärteter Geschwüre.

### Historische Abbildungen

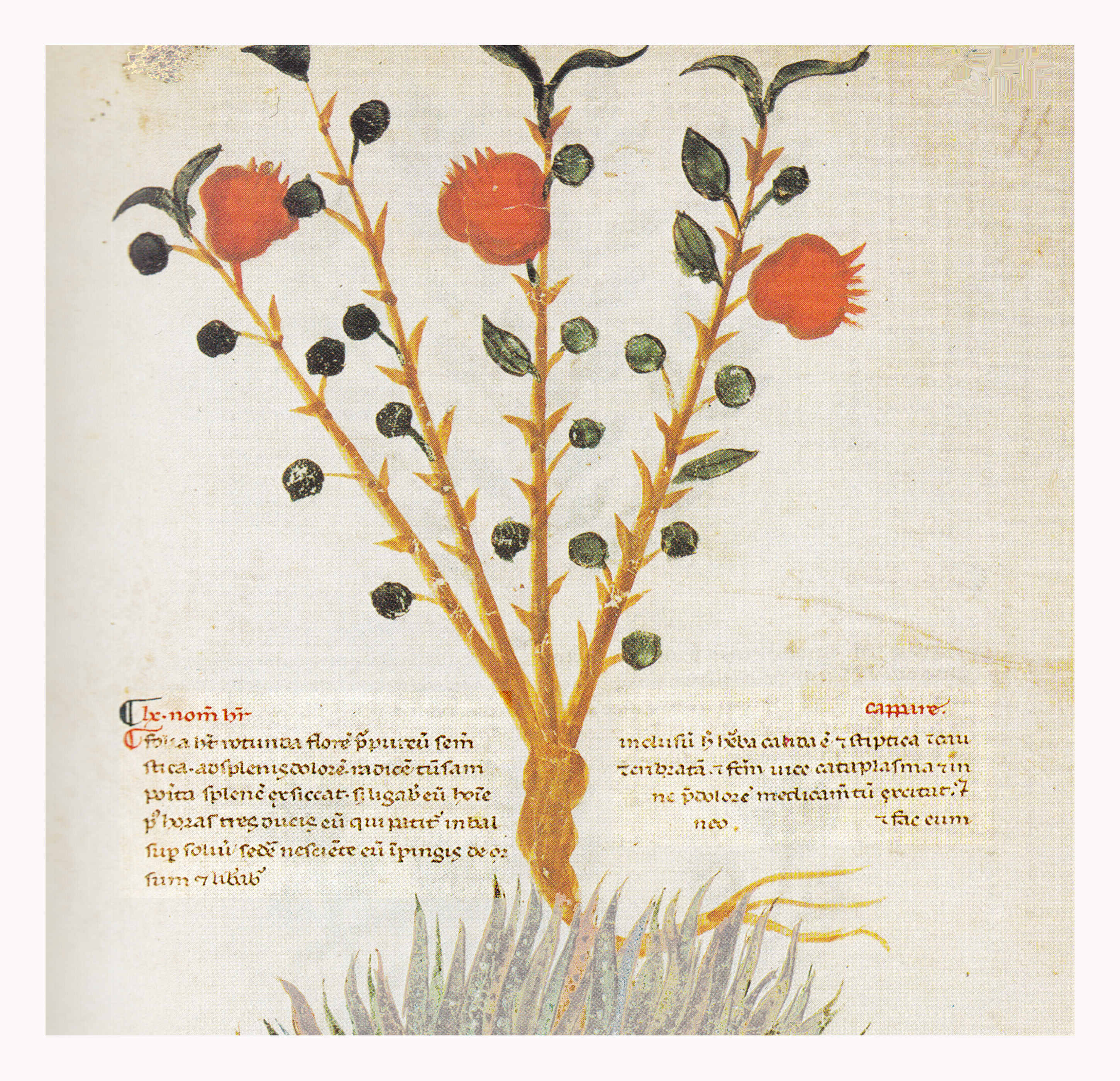
Pseudo-Dioskurides de herb. femin. Manuskript: 14. Jahrhundert
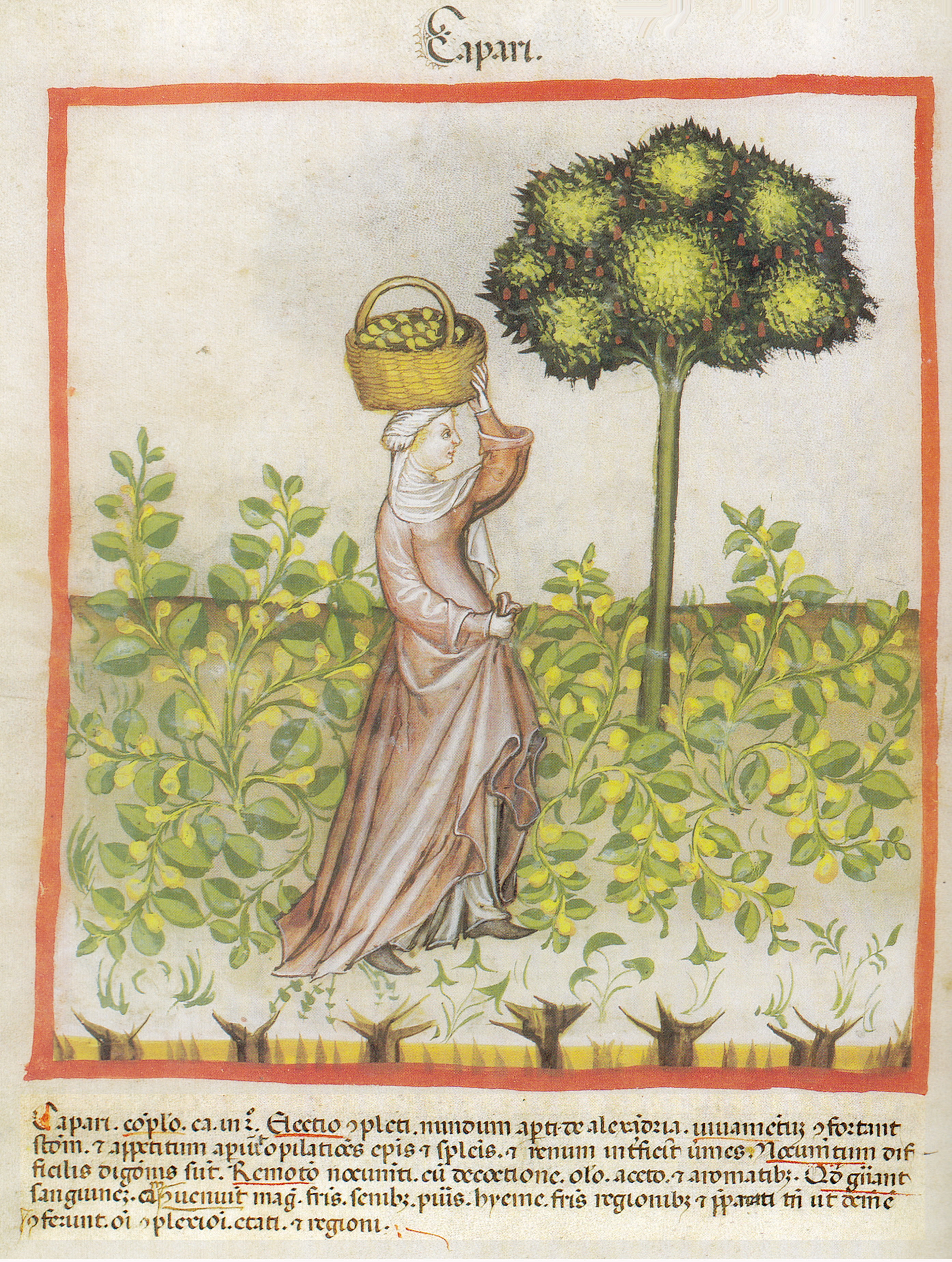
Ibn Butlan Manuskript: 14. Jahrhundert
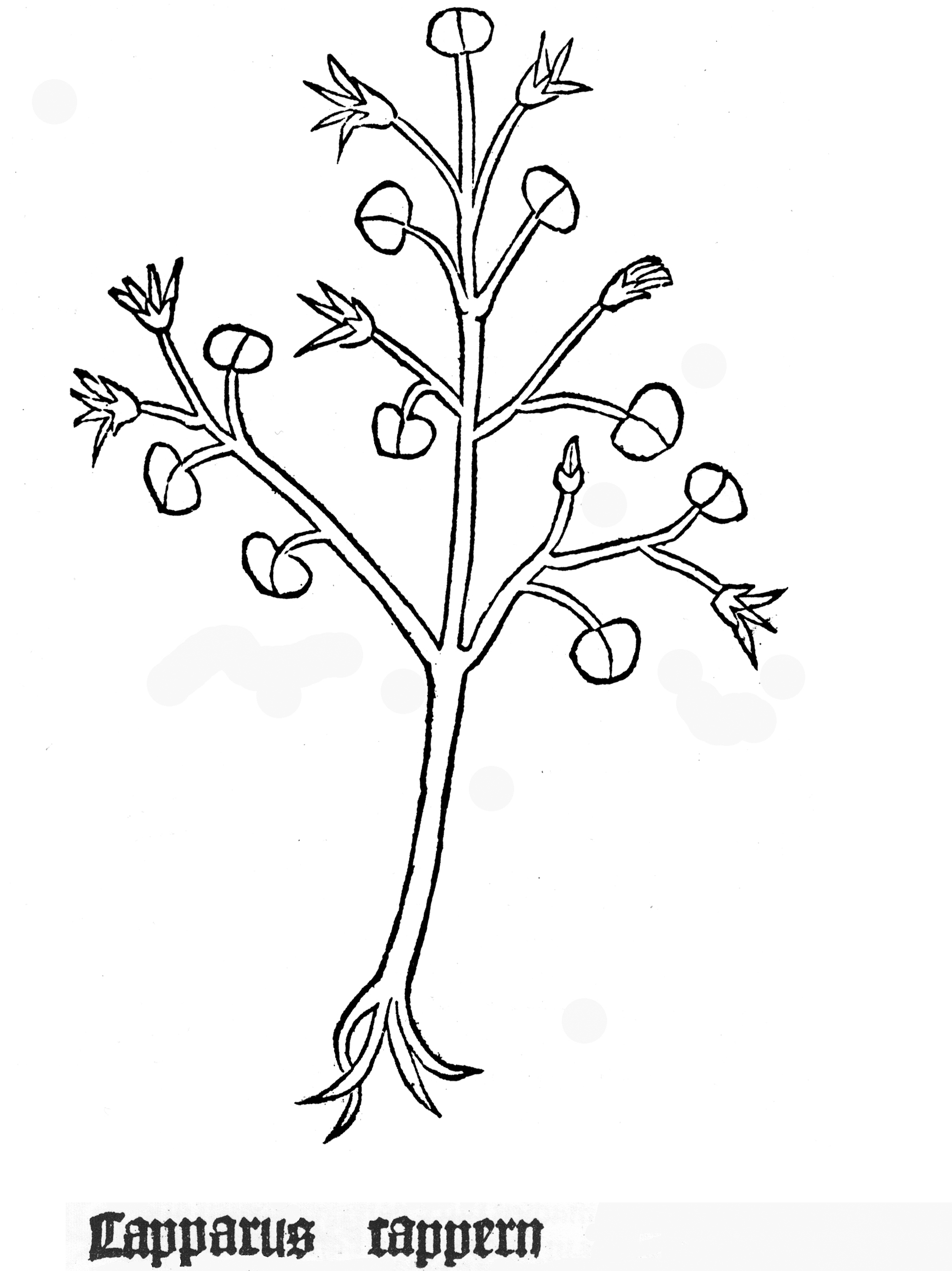
Gart der Gesundheit 1485
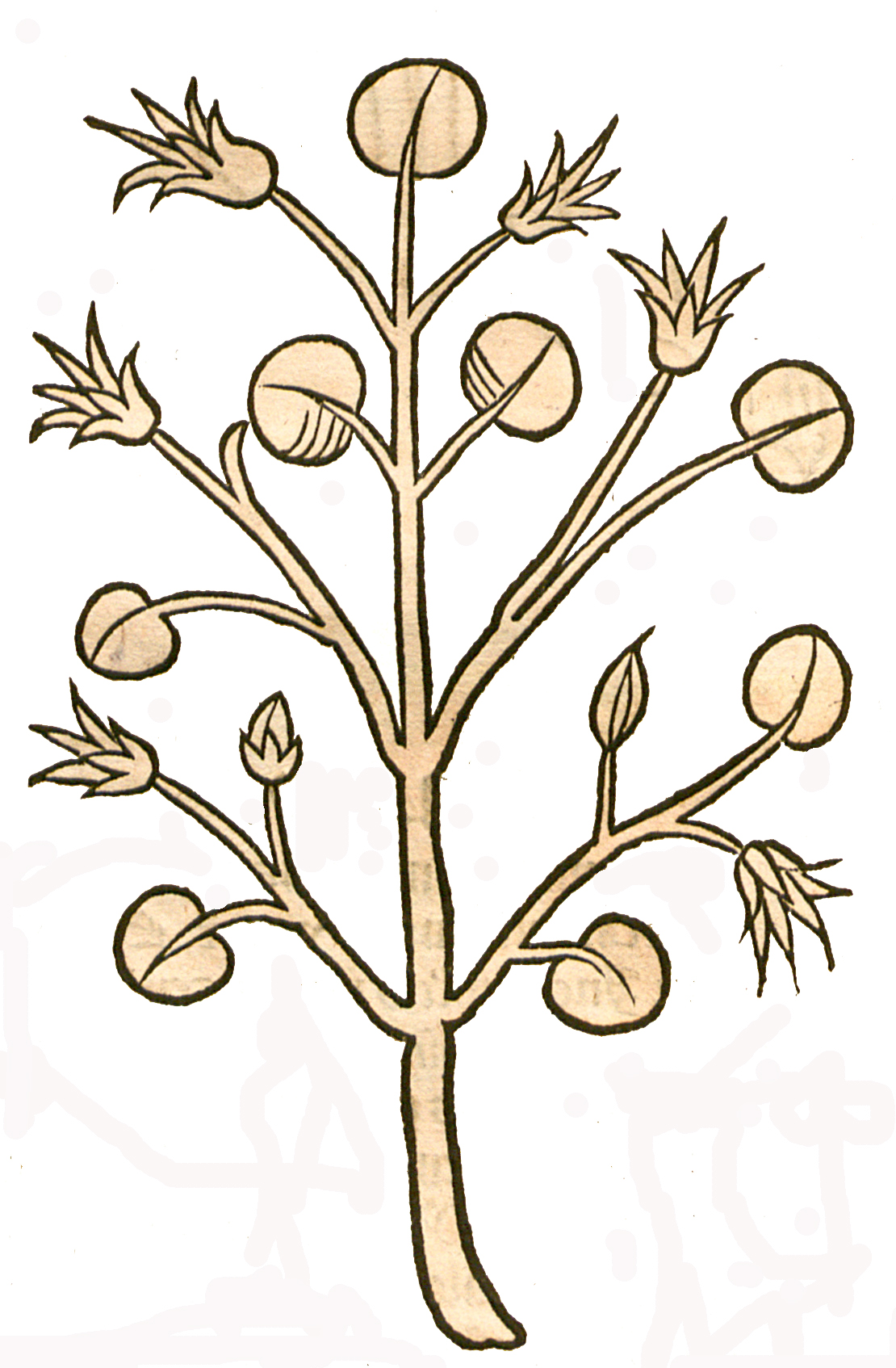
Hortus sanitatis 1491
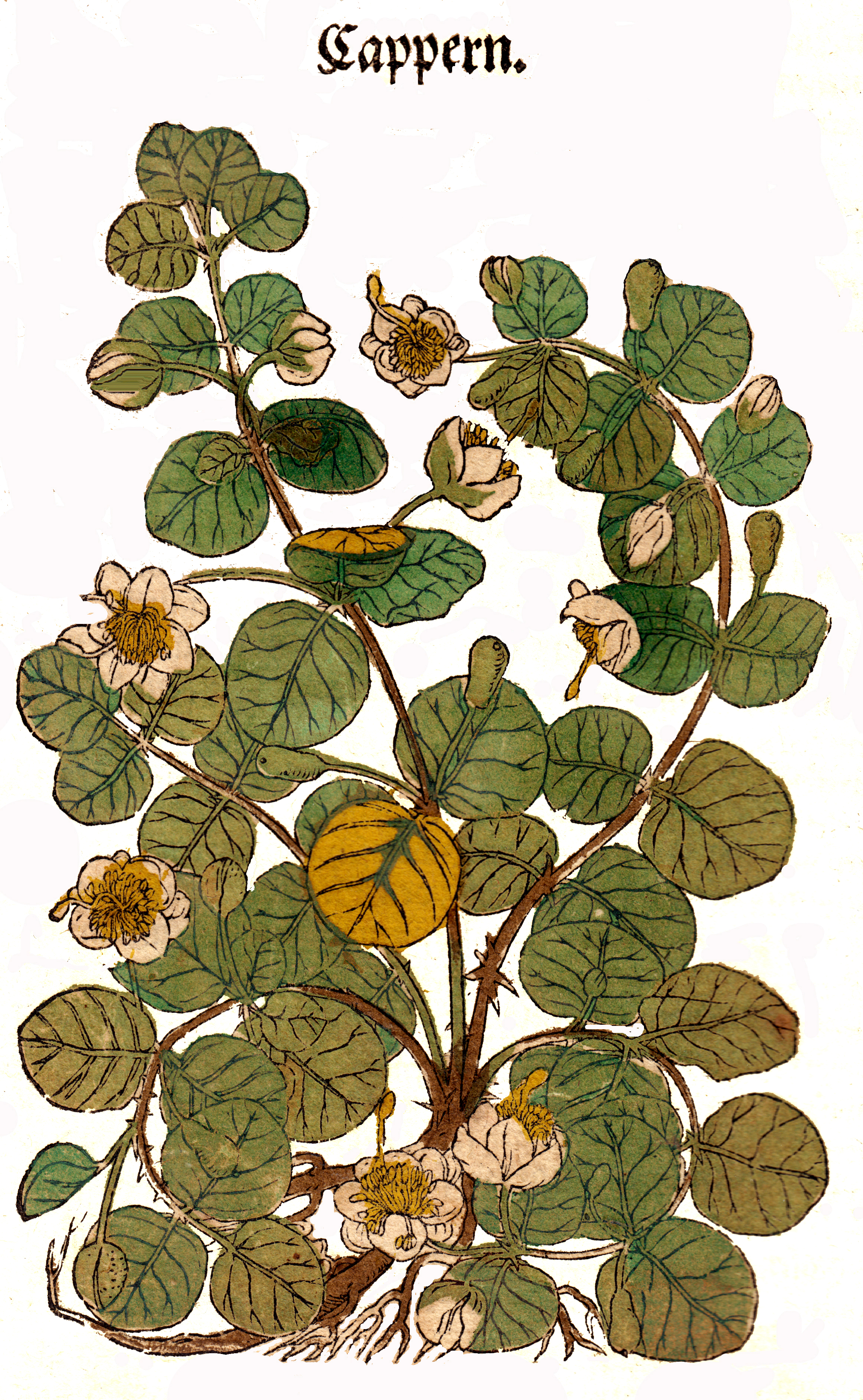
Hieronymus Bock 1546
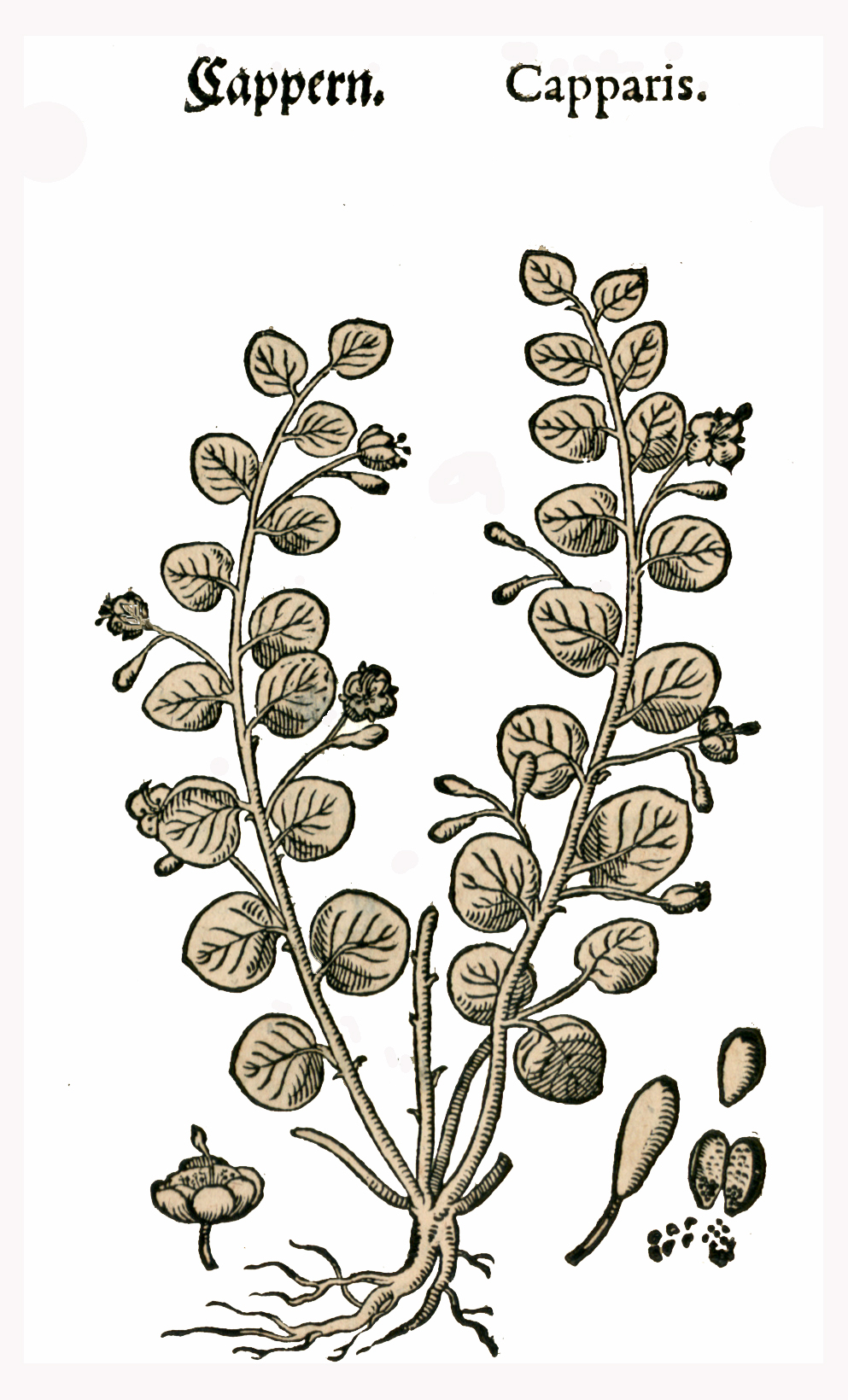
Mattioli / Handsch / Camerarius 1586